# Loigné-sur-Mayenne
Loigné-sur-Mayenne és un municipi francès situat al departament de Mayenne i a la regió de País del Loira. L'any 2007 tenia 858 habitants.

## Demografia

### Població
El 2007 la població de fet de Loigné-sur-Mayenne era de 858 persones. Hi havia 294 famílies de les quals 39 eren unipersonals (23 homes vivint sols i 16 dones vivint soles), 90 parelles sense fills, 153 parelles amb fills i 12 famílies monoparentals amb fills.
La població ha evolucionat segons el següent gràfic:
Habitants censats

### Habitatges
El 2007 hi havia 327 habitatges, 298 eren l'habitatge principal de la família, 15 eren segones residències i 14 estaven desocupats. 321 eren cases i 6 eren apartaments. Dels 298 habitatges principals, 240 estaven ocupats pels seus propietaris, 57 estaven llogats i ocupats pels llogaters i 2 estaven cedits a títol gratuït; 6 tenien dues cambres, 29 en tenien tres, 93 en tenien quatre i 170 en tenien cinc o més. 258 habitatges disposaven pel capbaix d'una plaça de pàrquing. A 98 habitatges hi havia un automòbil i a 189 n'hi havia dos o més.

### Piràmide de població
La piràmide de població per edats i sexe el 2009 era:
| Homes | Edats   | Dones |
| ----- | ------- | ----- |
| 0     | 95 o +  | 0     |
| 0     | 90 a 94 | 0     |
| 0     | 85 a 89 | 0     |
| 0     | 80 a 84 | 8     |
| 8     | 75 a 79 | 8     |
| 8     | 70 a 74 | 8     |
| 24    | 65 a 69 | 8     |
| 8     | 60 a 64 | 20    |
| 20    | 55 a 59 | 8     |
| 44    | 50 a 54 | 28    |
| 16    | 45 a 49 | 32    |
| 32    | 40 a 44 | 32    |
| 20    | 35 a 39 | 20    |
| 32    | 30 a 34 | 32    |
| 8     | 25 a 29 | 24    |
| 16    | 20 a 24 | 8     |
| 32    | 15 a 19 | 28    |
| 24    | 10 a 14 | 28    |
| 40    | 5 a 9   | 28    |
| 24    | 0 a 4   | 32    |

## Economia
El 2007 la població en edat de treballar era de 558 persones, 447 eren actives i 111 eren inactives. De les 447 persones actives 433 estaven ocupades (230 homes i 203 dones) i 15 estaven aturades (6 homes i 9 dones). De les 111 persones inactives 47 estaven jubilades, 39 estaven estudiant i 25 estaven classificades com a «altres inactius».

### Ingressos
El 2009 a Loigné-sur-Mayenne hi havia 298 unitats fiscals que integraven 884 persones, la mediana anual d'ingressos fiscals per persona era de 17.408 €.

### Activitats econòmiques
Dels 20 establiments que hi havia el 2007, 1 era d'una empresa extractiva, 1 d'una empresa alimentària, 1 d'una empresa de fabricació d'altres productes industrials, 8 d'empreses de construcció, 1 d'una empresa de comerç i reparació d'automòbils, 3 d'empreses d'hostatgeria i restauració, 1 d'una empresa d'informació i comunicació, 1 d'una empresa financera, 2 d'empreses de serveis i 1 d'una empresa classificada com a «altres activitats de serveis».
Dels 10 establiments de servei als particulars que hi havia el 2009, 1 era un paleta, 2 guixaires pintors, 1 fusteria, 2 electricistes, 1 empresa de construcció, 1 perruqueria i 2 restaurants.
Dels 2 establiments comercials que hi havia el 2009, 1 era una fleca i 1 un drogueria.
L'any 2000 a Loigné-sur-Mayenne hi havia 45 explotacions agrícoles que ocupaven un total de 1.577 hectàrees.

## Equipaments sanitaris i escolars
El 2009 hi havia una escola elemental integrada dins d'un grup escolar amb les comunes properes formant una escola dispersa.

## Poblacions més properes
El següent diagrama mostra les poblacions més properes.